# Кашимов, Мухаметсалим Абдрахманулы
Мухаметсалим Абдрахманулы Кашимов (1884, Кокчетавский уезд, Акмолинская область — 1935, Энбекшильдерский район, Карагандинская область, Казакская АССР, РСФСР, СССР) — казахский поэт, журналист.

## Биография
Родился на территории Кокчетавского уезда (ныне — район Биржан сал Акмолинской области).
В детстве обучался мусульманской грамоте сначала у своего отца, затем у муллы. Совершив с отцом паломничество в Мекку, был прозван в народе «Бала қажы». Автор научно-воспитательных трудов. В своих сочинениях «Әдеп» (1907), «Сабақ» (1907), «Насихат қазақия» (1908), «Ақыл кітабі» и других давал советы и наставления казахской молодёжи по вопросам образования, воспитания, гигиены и культуры, приводил примеры высокой нравственности. Придавал большое значение самовоспитанию человека. Выражал протест против сватанья девушек в юном возрасте без их согласия, защищал идею их обучения мусульманской грамоте. В 1911—1914 гг. работал в журнале «Айкап», много писал о положении школ-медресе в стране. Во время посещения жетысуских, кыргызских и китайских казахов (1915—1916), написал этнографические очерки, где описывал традиции и обычаи казахского народа, затронул вопросы просвещения, обсуждал его нравственную сторону.

## Творчество
- Сборник стихов «Сұлу қыз» (1909)
- Роман «Мұңлы Мариям» (1914)